# Sérine
Pour les articles homonymes, voir Sérine (homonymie).
La sérine (abréviations IUPAC-IUBMB : Ser et S) est un acide α-aminé dont l'énantiomère L est l'un des 22 acides aminés protéinogènes, encodé sur les ARN messagers par les codons UCU, UCC, UCA, UCG, AGU et AGC 

## Description
Structurellement semblable à l'alanine mais avec un groupe hydroxyle sur le carbone β, elle forme un résidu polaire avec une fonction alcool légèrement acide qui peut être phosphorylé en O-phosphosérine.

## Fonctions
La sérine est l'un des acides aminés les plus abondants dans les protéines.
La D-Sérine, synthétisée par la sérine racémase à partir de L-serine, sert de signal neuronal en activant le récepteur NMDA dans le cerveau.
Il a été montré que dans un milieu de culture minimum, supplémenté avec du sérum dialysé au lieu de sérum entier, la culture d'une grande variété de souches de cellules humaines est possible, mais que la croissance régulière ou optimale d'un certain nombre de ces cellules (HeLa, HeLa S3, conjonctivale, ou KB) est inhibée, en raison semble-t-il d'un déficit nutritionnel ; ce déficit peut être surmonté par un ajout des sept acides aminés considérés comme non essentiels sur le plan nutritionnel, mais dans la plupart des expériences l'ajout de sérine seule suffit à permettre la croissance normale de ces cellules.
Des scientifiques français travaillent actuellement (mars 2020) sur un traitement préventif potentiel contre la maladie d'Alzheimer à partir de cet acide aminé. Un déficit métabolique lié aurait été identifié par leur équipe.